# Defensor Lima
Club Atlético Defensor Lima – peruwiański klub z siedzibą w mieście Lima, w dzielnicy Breña.

## Osiągnięcia

### Krajowe
- Primera División

| zwycięstwo (1):     | 1973 |
| drugie miejsce (0): | –    |

- Torneo Plácido Galindo

| zwycięstwo (1):     | 1989 |
| drugie miejsce (0): | –    |

## Historia
Defensor założony został 28 lipca 1931 roku, ale do pierwszej ligi pierwszy raz awansował w 1960 roku. Debiut był dość przeciętny – 6. miejsce w tabeli. W 1971 roku klub zajął 3. miejsce, a dwa lata później sięgnął po swój największy w historii sukces – mistrzostwo Peru. W następnym roku był udany występ w Copa Libertadores, gdzie Defensor awansował do półfinału. W tym samym 1974 roku w lidze było jeszcze dobre 3. miejsce, ale później było coraz gorzej, aż w końcu w 1978 roku Defensor zajął 16. (ostatnie) miejsce i spadł z ligi. Powrót do najwyższej ligi nastąpił dopiero w 1992 roku, ale był bardzo krótki, gdyż w 1994 roku znów ostatnie 16. miejsce oznaczało spadek. Jak dotąd był to ostatni występ klubu na najwyższym szczeblu peruwiańskiej ligi. W 1997 roku klub spadł z drugiej ligi.

### Królowie strzelców pierwszej ligi peruwiańskiej z klubu Defensor
- 1965 – Carlos Urrunaga (16 goli)
- 1972 – Francisco González (20)
- 1973 – Francisco González (25)